# Xangongo
Xangongo es una ciudad y comuna angoleña de la provincia de Cunene, sede del municipio de Ombadija.
Durante la colonización portuguesa se llamó "Vila Roçadas".
El 20 de octubre de 1975, las tropas sudafricanas de la Fuerza Operativa Zulú tomaron Vila Roçadas durante la Operación Savannah, y la ciudad quedó bajo el control de la UNITA después de enero de 1976. Aun así, desde entonces hubo continuas escaramuzas entre la coalición MPLA-Cuba-SWAPO. y la contracoalición UNITA-Sudáfrica.
Dado que el sur de Cunene estuvo bajo constante ataque extranjero y ocupación por parte de Sudáfrica, entre 1989 y 2002 la ciudad de Xangongo fue la capital provincial de Cunene.